# Carnival Cruise Line
Carnival Cruise Lines je britansko-američka kruzerska kompanija osnovana u Doralu, Florida u SAD 1972. godine. Trenutno imaju 22 kruzera.

Godine 1996. Carnival Destiny sa 101.000 bruto tona bio je najveći putnički brod na svijetu u to vrijeme. 2009. godine najveći brod Carnival flote postaje Carnival Dream sa 128.000 bruto tona.

## Flota

### Aktivna
| Brod                 | U službi za Carnival | Tonaža        | Flag          | Bilješke | Slika         |
| Fantasy klasa        | Fantasy klasa        | Fantasy klasa | Fantasy klasa | Fantasy klasa | Fantasy klasa |
| -------------------- | -------------------- | ------------- | ------------- | --- | ------------- |
| Carnival Fantasy     | 1990 –danas          | 70,367        | Panama        | - Originalno nazvan Fantasy - Najstariji aktivan brod u floti |               |
| Carnival Ecstasy     | 1991 –danas          | 70,367        | Panama        | Originalno nazvan Ecstasy |               |
| Carnival Sensation   | 1993 –danas          | 70,367        | Bahami        | Originalno nazvan Sensation |               |
| Carnival Fascination | 1994 –danas          | 70,367        | Bahami        | Originalno nazvan Fascination |               |
| Carnival Imagination | 1995 –danas          | 70,367        | Bahami        | Originalno nazvan Imagination |               |
| Carnival Inspiration | 1996 –danas          | 70,367        | Bahami        | Originalno nazvan Inspiration |               |
| Carnival Elation     | 1998 –danas          | 71,909        | Panama        | Originalno nazvan Elation |               |
| Carnival Paradise    | 1998 –danas          | 71,909        | Panama        | Originalno nazvan Paradise |               |
| Spirit class         |                      |               |               | |               |
| Carnival Spirit      | 2001 –danas          | 88,500        | Malta         | |               |
| Carnival Pride       | 2002 –danas          | 88,500        | Panama        | - Bivši Carnival flagship |               |
| Carnival Legend      | 2002 –danas          | 88,500        | Malta         | |               |
| Carnival Miracle     | 2004 –danas          | 88,500        | Panama        | |               |
| Conquest class       |                      |               |               | |               |
| Carnival Conquest    | 2002 –danas          | 110,000       | Panama        | |               |
| Carnival Glory       | 2003 –danas          | 110,000       | Panama        | |               |
| Carnival Valor       | 2004 –danas          | 110,000       | Panama        | |               |
| Carnival Liberty     | 2005 –danas          | 110,000       | Panama        | |               |
| Carnival Freedom     | 2007 –danas          | 110,000       | Panama        | |               |
| Concordia class      |                      |               |               | |               |
| Carnival Splendor    | 2008 –danas          | 113,300       | Panama        | * Originalno izgrađen za Costa Cruises kao Costa Splendor |               |
| Dream class          |                      |               |               | |               |
| Carnival Dream       | 2009 –danas          | 128,000       | Panama        | Najveći brod ikad sagrađen u Fincantieri do Carnival Magic |               |
| Carnival Magic       | 2011 –danas          | 128,000       | Panama        | Najveći brod ikad sagrađen u Fincantieri do Carnival Breeze |               |
| Carnival Breeze      | 2012 –danas          | 128,000       | Panama        | Najveći brod ikad sagrađen u Fincantieri do Carnival Vista |               |
| Sunshine class       |                      |               |               | |               |
| Carnival Sunshine    | 2013 – danas         | 102,853       | Bahami        | - Preimenovan iz Carnival Destiny (1996-2013) - Najveći brod koji je ikada izgrađen u vrijeme porinuća. - Prvi brod koji je prešao tonažu od 100,000. Prvi brod koji sadrži Funship 2.0 sadržaje |               |
| Carnival Sunrise     | 2019 – danas         | 101,509       | Bahami        | - Preimenovan iz Carnival Triumph (1999-2019) - 14 veljače 2013 brod je otegljen u Mobile, Alabama na popravak nakon požara i stavljen je u službu 13 lipnja 2013                                |               |
| Carnival Radiance    | 2020 –danas          | 101,509       | Panama        | Preimenovan iz Carnival Victory (2000-2020) |               |
| Vista class          |                      |               |               | |               |
| Carnival Vista       | 2016 –danas          | 133,596       | Panama        | Najveći brod ikada sagrađen u Fincantieri do izgradnje Carnival Carnival Horizon |               |
| Carnival Horizon     | 2018 – danas         | 133,596       | Panama        | Najveći brod ikada izgrađen Fincantieri do Carnival Panorama |               |
| Carnival Panorama    | 2019 –danas          | 133,868       |               | - Trenutno najveći i flagship Carnivalove flote - Najveći brod izgrađen u Fincantieri - Originalno namijenjen P&O Cruises Australia.                                                             |               |
| Carnival Jubilee     | 2023 – danas         |               |               | |               |

Carnival Festivale
Grand class

### Bivša
| Brod            | U službi za Carnival | Tonaža                      | Zastava           | Notes | Slika         |
| Empress class   | Empress class        | Empress class               | Empress class     | Empress class | Empress class |
| --------------- | -------------------- | --------------------------- | ----------------- | --- | ------------- |
| Mardi Gras      | 1972–1993            | 27,284 registered as 18,261 | Panama            | Poznat i kao Empress of Canada, Olympic, Star of Texas, Lucky Star, Apollo, and Apollon. Izrezan 2003.                |               |
| Carnivale       | 1975–1993            | 31,500                      | Panama            | Poznat kao Empress of Britain, Queen Anna Maria, Fiesta Marina, Olympic, and The Topaz. Prodana u staro željezo 2008. |               |
| Festivale class |                      |                             |                   | |               |
| Festivale       | 1977–1996            | 32,697                      | Panama            | Poznat i kao Transvaal Castle, S.A. Vaal, Island Breeze, and Big Red Boat III. Prodan u staro željezo 2003.           |               |
| Tropicale class |                      |                             |                   | |               |
| Tropicale       | 1982–2001            | 36,674                      | Panama            | Prvi brod sagrađen za potrebe Carnivala. Poznat i kao Costa Tropicale, i Pacific Star. Sada plovi kao Ocean Dream     |               |
| Holiday class   |                      |                             |                   | |               |
| Holiday         | 1985–2009            | 46,051                      | Madeira, Portugal | 2009, Holiday postaje Grand Holiday za Iberocruceros. Sada plovi za Cruise & Maritime Voyages kao Magellan.           |               |
| Jubilee         | 1986–2004            | 47,262                      | Libija            | 2004 Jubilee postaje Pacific Sun za P&O Cruises Australia i Henna u 2013. Prodan u staro željezo 2017.                |               |
| Celebration     | 1987–2008            | 47,262                      | Madeira, Portugal | 2008 Celebration postaje Grand Celebration za Iberocruceros, no sada plovi za Bahamas Paradise Cruise Line.           |               |